# Nashledanou! (album)
Nashledanou! (češko dobesedno Nasvidenje!) je drugi studijski album češke glasbene skupine Banjo Band iz leta 1977.
Album vsebuje tudi najbolj znano pesem skupine, »Jožin z bažin«.
Na albumu Guten Tag! so izšle nemške različice pesmi »Jožin z bažin« (»Schlemihl Emil«), »Černá hodinka« (»Schlummerstund«), »Koukejte vycouvat« (»Parken wollte ich«) in »Kráva v mlékárně« (»Die Kuh im Milchgeschäft«).

## Seznam skladb
| Stran 1 | Stran 1              | Stran 1 | Stran 1 |
| Št.     | Naslov               | Odlomek | Dolžina |
| ------- | -------------------- | ------- | ------- |
| 1.      | „Jožin z bažin‟      |         | 2:31    |
| 2.      | „Míval jsem klobouk‟ |         | 2:10    |
| 3.      | „Černá hodinka‟      |         | 2:00    |
| 4.      | „Švagr má bagr‟      |         | 2:20    |
| 5.      | „Zmalovaná‟          |         | 2:55    |
| 6.      | „Dívka s dolíčky‟    |         | 2:19    |
| 7.      | „Hlásná Třebáň‟      |         | 1:51    |
| 8.      | „Kam s ním?‟         |         | 2:56    |

| Stran 2 | Stran 2              | Stran 2 |
| Št.     | Naslov               | Dolžina |
| ------- | -------------------- | ------- |
| 1.      | „Koukejte vycouvat‟  | 2:18    |
| 2.      | „Blues kladeče lina‟ | 2:35    |
| 3.      | „Prachovské skály‟   | 2:27    |
| 4.      | „Džínový velorex‟    | 2:28    |
| 5.      | „Harmonikářská‟      | 2:13    |
| 6.      | „Kráva v mlékárně‟   | 2:05    |
| 7.      | „Pravdomluvné víno‟  | 2:35    |
| 8.      | „Brno je zlatá loď‟  | 1:48    |

## Zasedba
- Ivan Mládek – vokal, banjo
- Ivo Pešák – klarinet
- Jan Bošina – tolkala, zvočni učinki (pri »Kráva v mlékarně« in »Jožin z bažin«)
- Petr Kaňkovský – kitara, vokal (pri »Pravdomluvné víno«)
- Tomáš Procházka – bobni, vokal (pri »Švagr má bagr«)
- Václav Dědina – tuba, bas kitara
- Ladislav Gerendáš – trobenta, vokal (pri »Míval jsem klobouk«)
- Pavel Skála – klavir, harmonika, spremljevalni vokal (pri »Kam s ním?«)